# پاییز آمد
«پاییز آمد» یک ترانه انقلابی با شعری از سعید سلطانپور است که در بحبوحهٔ انقلاب ۱۳۵۷ در ایران معروف شد. آهنگِ این ترانه یک آهنگ ترکی-ارمنی با تنظیم خاچاطور آداویسیان و جواد معروفی در گام مینور است. این ترانه بعدها توسط محمدرضا علیقلی با گروه کر اجرا شد.